# Stáraya Ládoga
Stáraya Ládoga (o Ládoga la Vieja, en ruso: Ста́рая Ла́дога, en finés: Vanha Laatokka o la Aldeigjuborg o Aldeigja de las sagas nórdicas) es un pueblo (seló) en el raión de Vóljov de la óblast de Leningrado, Rusia, ubicado en el río Vóljov cerca del lago Ládoga. El pueblo fue un destacado centro de comercio exterior en los siglos VIII y IX. Asentamiento multiétnico, fue dominado por los escandinavos a quienes se conocía con el nombre de Rus y por esa razón a veces se la llama la primera capital de Rusia.

## Origen y nombre

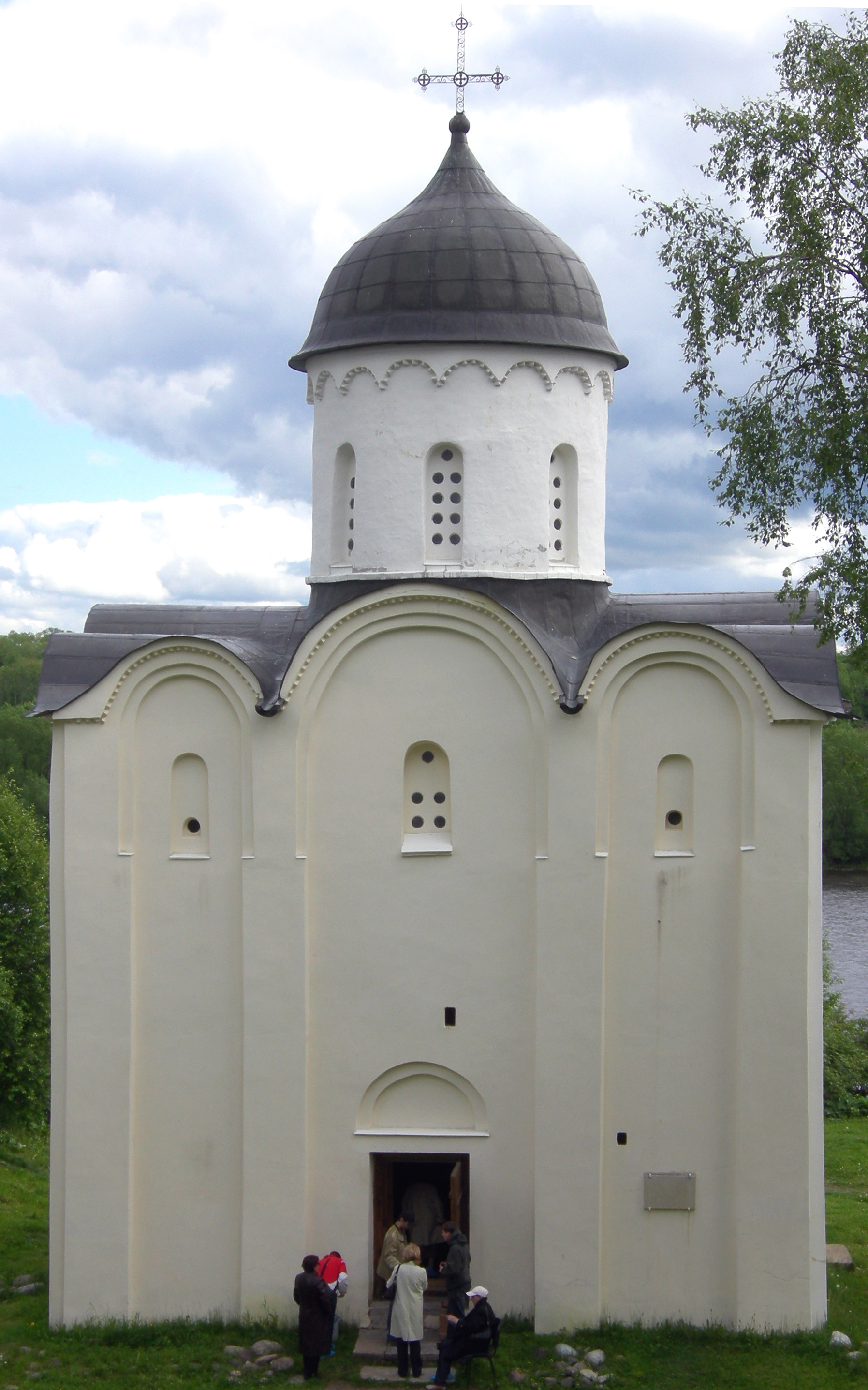
Iglesia de San Jorge en la Fortaleza de Ládoga.

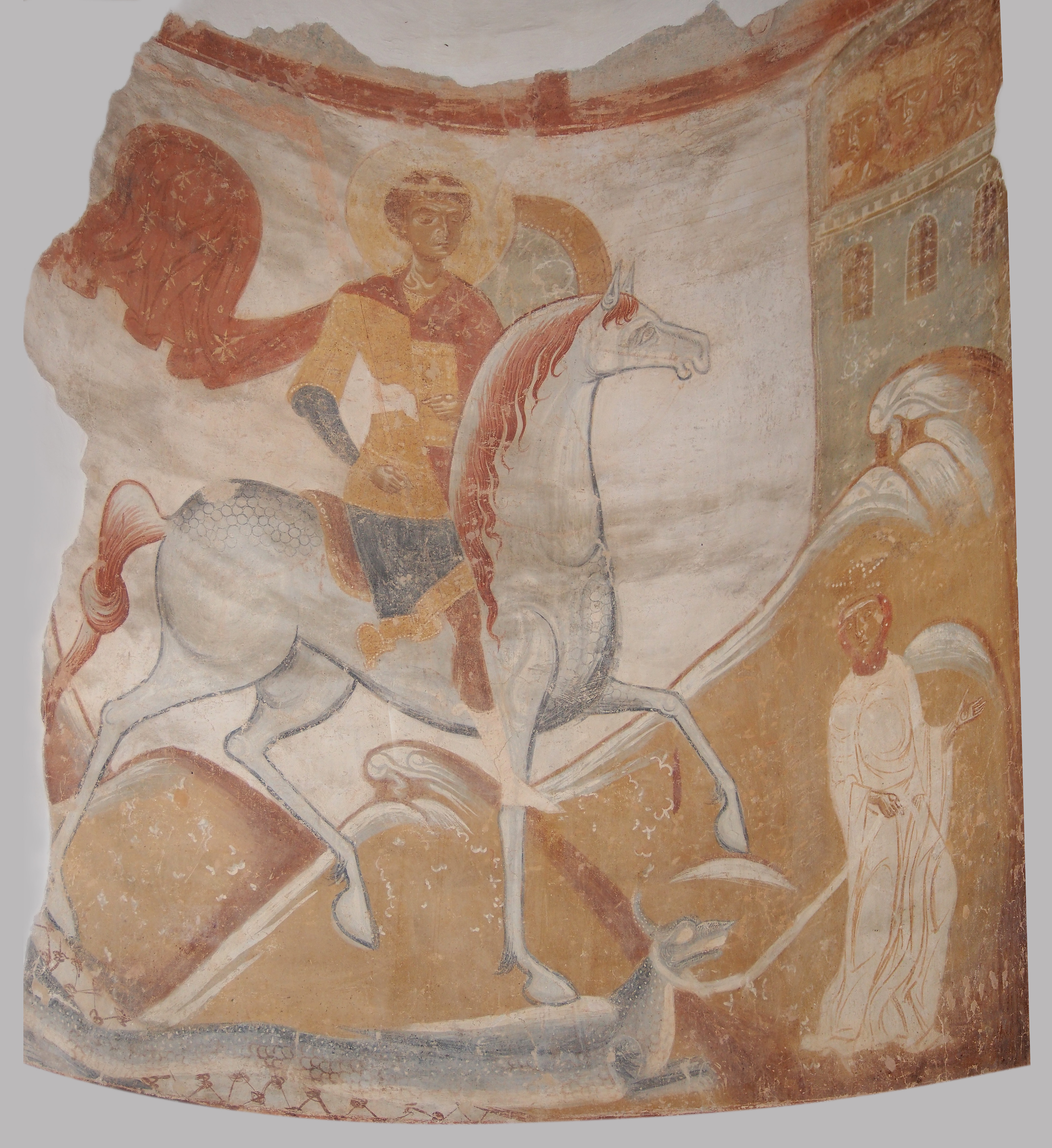
La iglesia de San Jorge contiene magníficos frescos pintados en 1167.

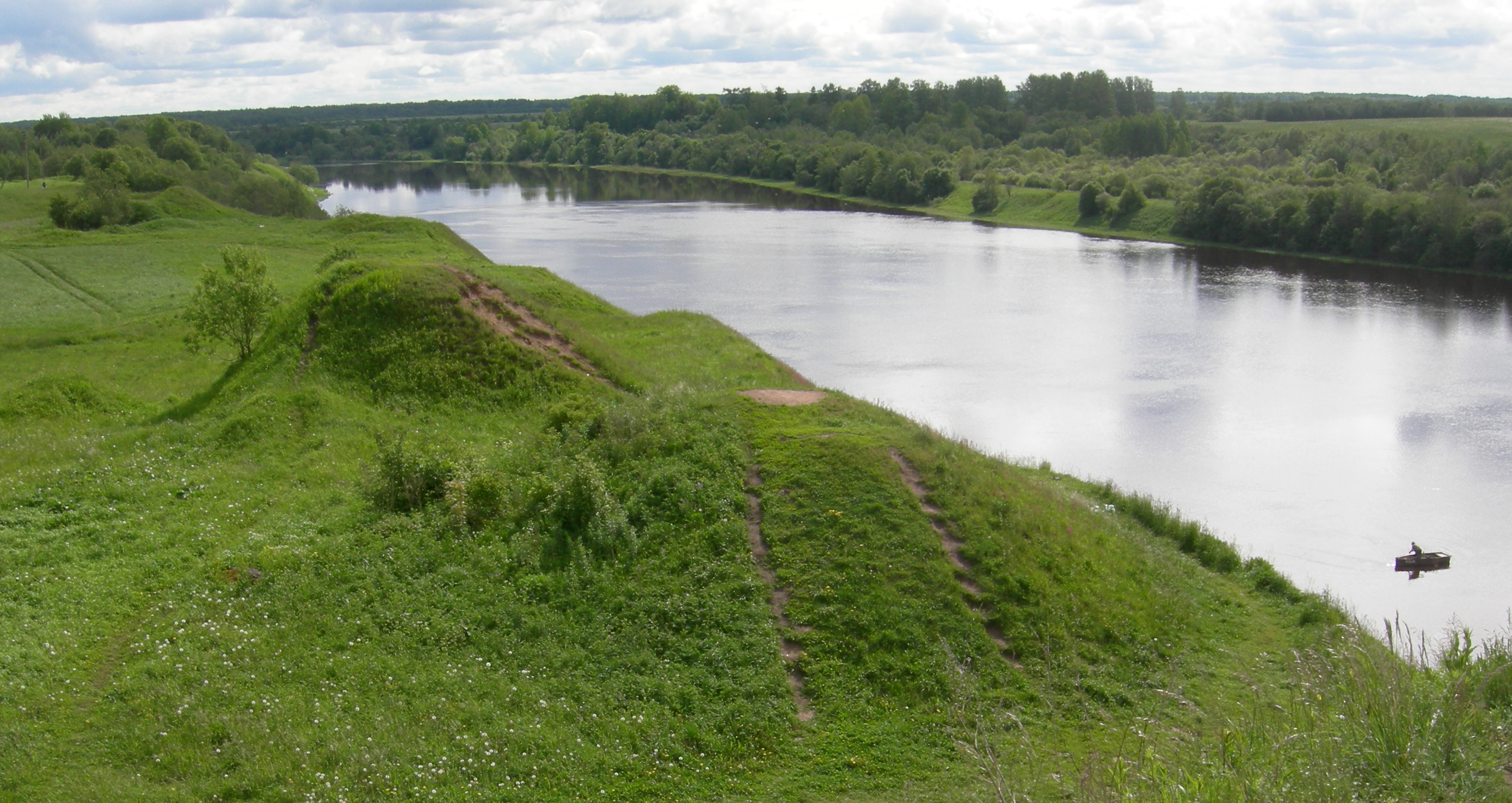
Enterramientos de los siglos a, vikingos, a lo largo del río Vóljov cerca de Stáraya Ládoga.

La dendrocronología sugiere que Ládoga fue fundada en 753. Hasta 950, era uno de los puertos comerciales más importantes de Europa Oriental. Barcos mercantes navegaban por el mar Báltico a través de Ládoga hasta Nóvgorod y luego a Constantinopla o el mar Caspio. Esta ruta se conocía como la ruta comercial de los varegos a los griegos. Una vía alternativa llevaba por el río Volga a lo largo de la ruta comercial del Volga hasta la capital de los jázaros, Atil, y luego a las orillas meridionales del mar Caspio, todo seguido hasta Bagdad. Significativamente, la más antigua moneda árabe medieval se ha desenterrado en Ládoga.
Los habitantes de la antigua Ládoga eran noruegos, fineses y eslavos, de ahí los diferentes nombres de la ciudad. El nombre finés original, Alode-joki (esto es, «río de tierras bajas») aparece como Aldeigja o Aldeygyuborg en nórdico antiguo y como Ládoga (Ладога) en antiguo eslavo oriental.

## Ládoga bajo Rúrik y los ruríkidas
Según el Códice de Hipacio, el legendario líder varego Riúrik llegó a Ládoga en 862 e hizo de ella su capital. Los sucesores de Rúrik más tarde se trasladaron a Nóvgorod, y luego a Kiev, estableciendo así las bases para el poderoso estado de la Rus de Kiev. Hay varios kurgáns enormes, es decir, túmulos funerarios reales, en las afueras de Ládoga. Uno de ellos se dice que es la tumba de Rúrik, y otra la de su sucesor Oleg. Heimskringla y otras fuentes nórdicas mencionan que a finales de los años 990, Eiríkr Hákonarson de Noruega saqueó la costa e incendió la ciudad. Ládoga era el centro comercial más importante de Europa Oriental desde alrededor del año 800 al 900, y se cree que entre el 90 y el 95% de todos los dirhams árabes encontrados en Suecia pasaron por Ládoga.
La siguiente mención de Ládoga en las crónicas data del año 1019, cuando Ingigerd de Suecia se casó con Yaroslav de Nóvgorod. Según los términos del contrato matrimonial, Yaroslav cedió Ládoga a su esposa, quien nombró al primo de su padre, el jarl sueco Ragnvald Ulfsson, como gobernador de la ciudad. Esta información es confirmada por las sagas y la evidencia arqueológica, que sugiere que Ládoga gradualmente fue evolucionando hasta ser básicamente un asentamiento varego. Al menos dos reyes suecos pasaron su juventud en Ládoga, el rey Stenkil e Inge I, y posiblemente también el rey Anund Gårdske.
En los siglos XII y XIII, Ládoga actuó como un puesto comercial de la poderosa República de Nóvgorod. Más tarde su importancia comercial decayó y la mayor parte de su población se dedicaba a la pesca en el siglo XV. Después de que se construyeran nuevas fortalezas como Oréshek y Korela en el siglo XIV más al oeste de Ládoga también decayó la importancia militar de la ciudad. Ládoga perteneció a la Vódskaya piatina de la república y contenía 84 casas en el siglo XV; la mayor parte de la tierra pertenecía a la iglesia. Los novgorodianos construyeron allí una ciudadela con cinco torres y varias iglesias. La fortaleza fue reconstruida en el cambio del siglo XV al XVI, mientras que las iglesias de mediados del siglo XII de San Jorge y de la Asunción de María permanecen en su forma original. Dentro de la iglesia de San Jorge aún pueden verse algunos frescos magníficos del siglo XII.
La reconstrucción de parte de la fortaleza de Stáraya Ládoga se espera que termine en el año 2010.

## Monumentos y lugares de interés
En 1703, Pedro el Grande fundó la ciudad de Nóvaya Ládoga (Nueva Ládoga) más cerca de la orilla del lago Ládoga. La antigua fortaleza así declinó y comenzó a ser conocida como Stáraya Ládoga (Vieja Ládoga), para distinguirla de la nueva ciudad.
El centro de Stáraya Ládoga es una antigua fortaleza donde el río Yelena fluye hacia el río Vóljov. En tiempos anteriores, era un lugar estratégico porque era la única bahía posible para los barcos mercantes que no podían navegar por el río Vóljov.
Aparte de las iglesias antes mencionadas, hay otra de mediados del siglo XII, dedicada a San Clemente, que está en ruinas. Hay también un monasterio, dedicado a San Nicolás y construido principalmente en el siglo XVII.

## Galería

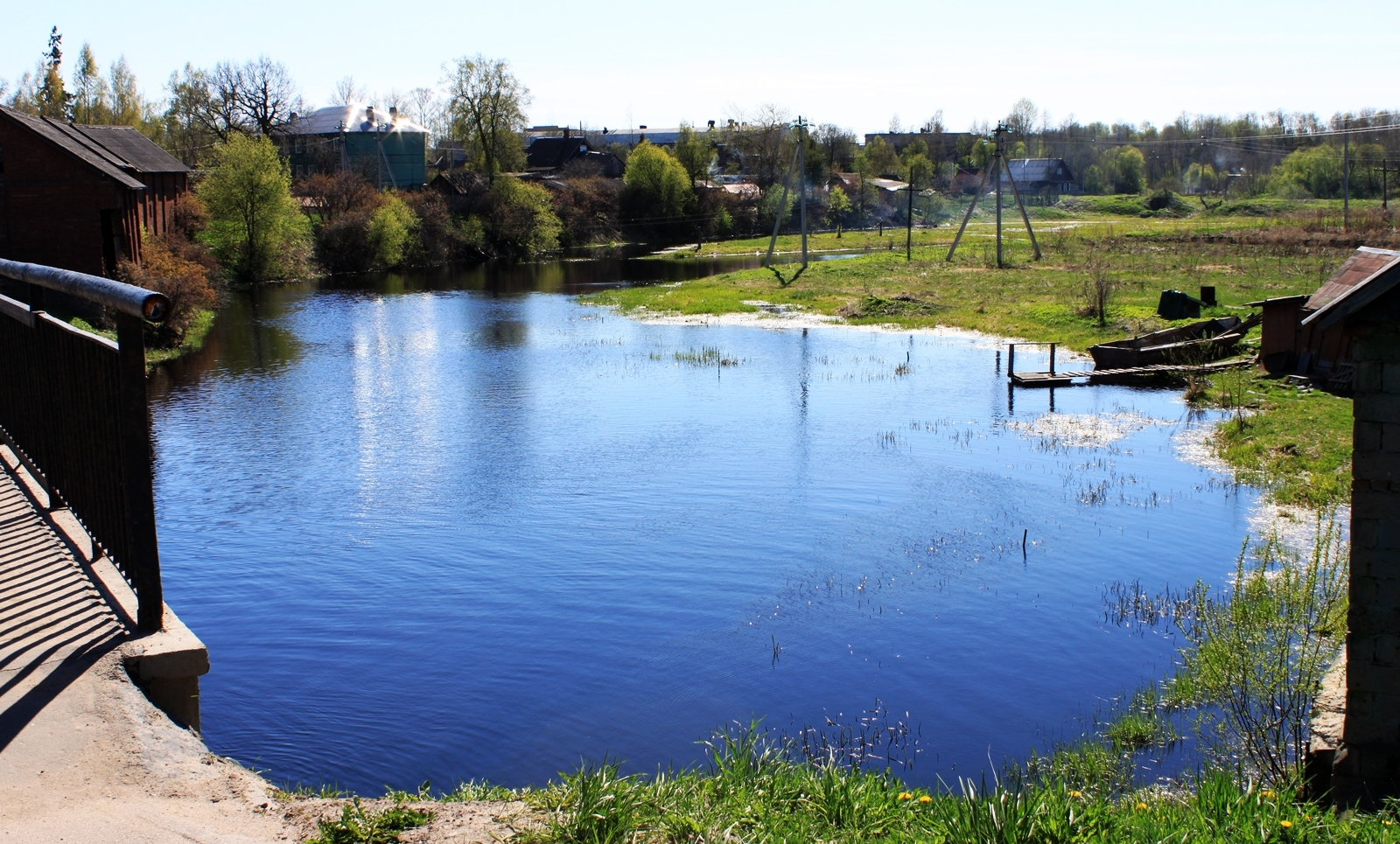
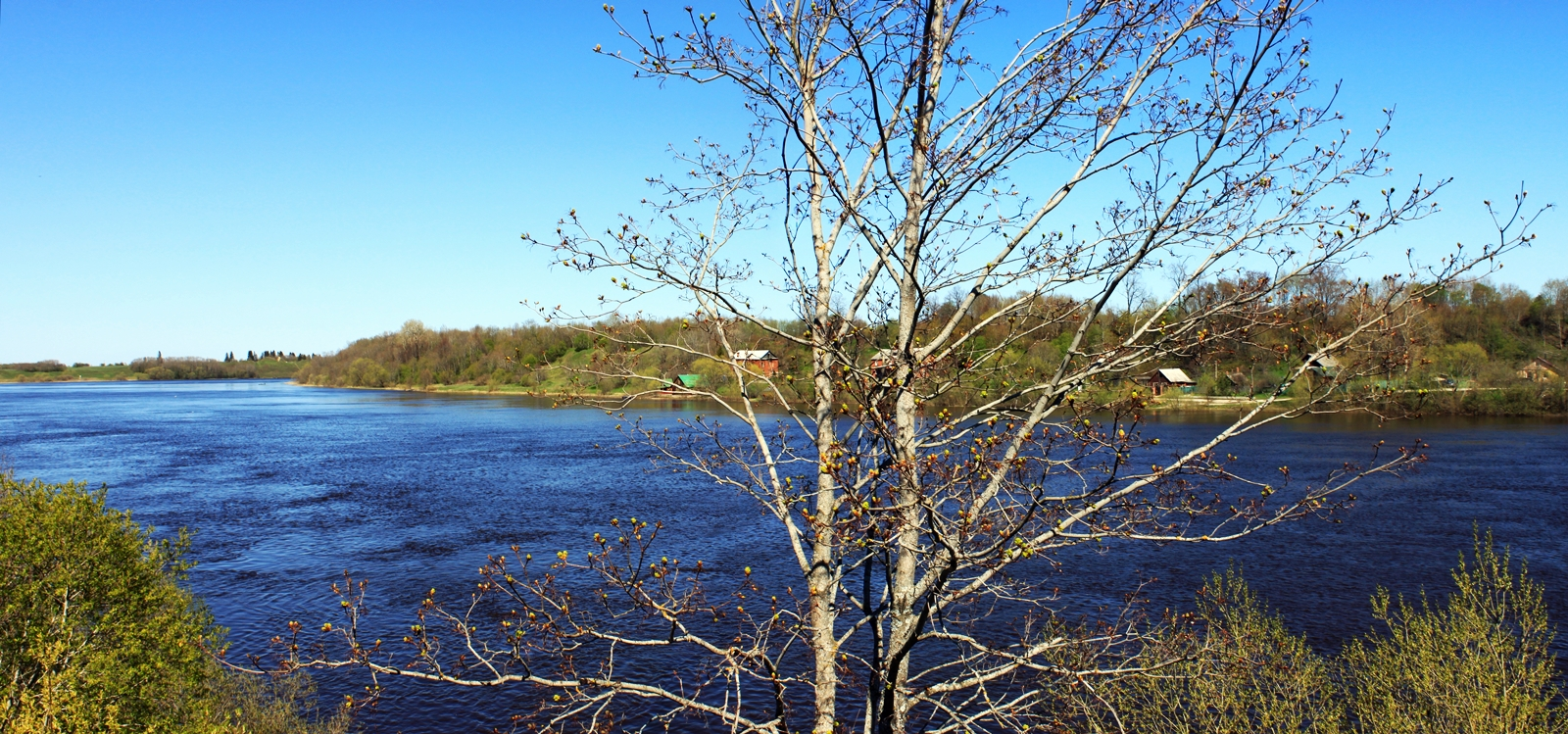
Stáraya Ládoga. Primavera. 1972
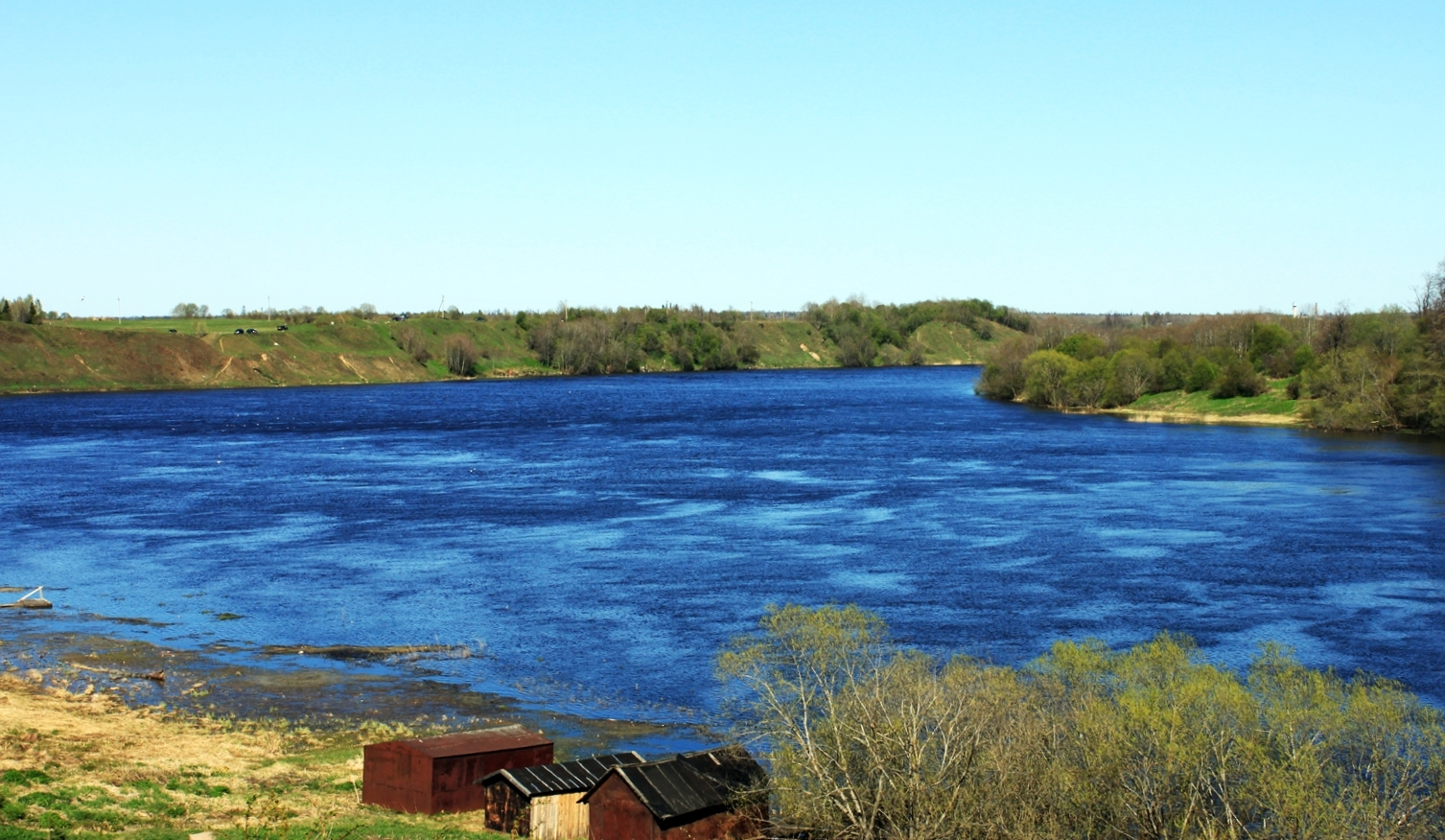
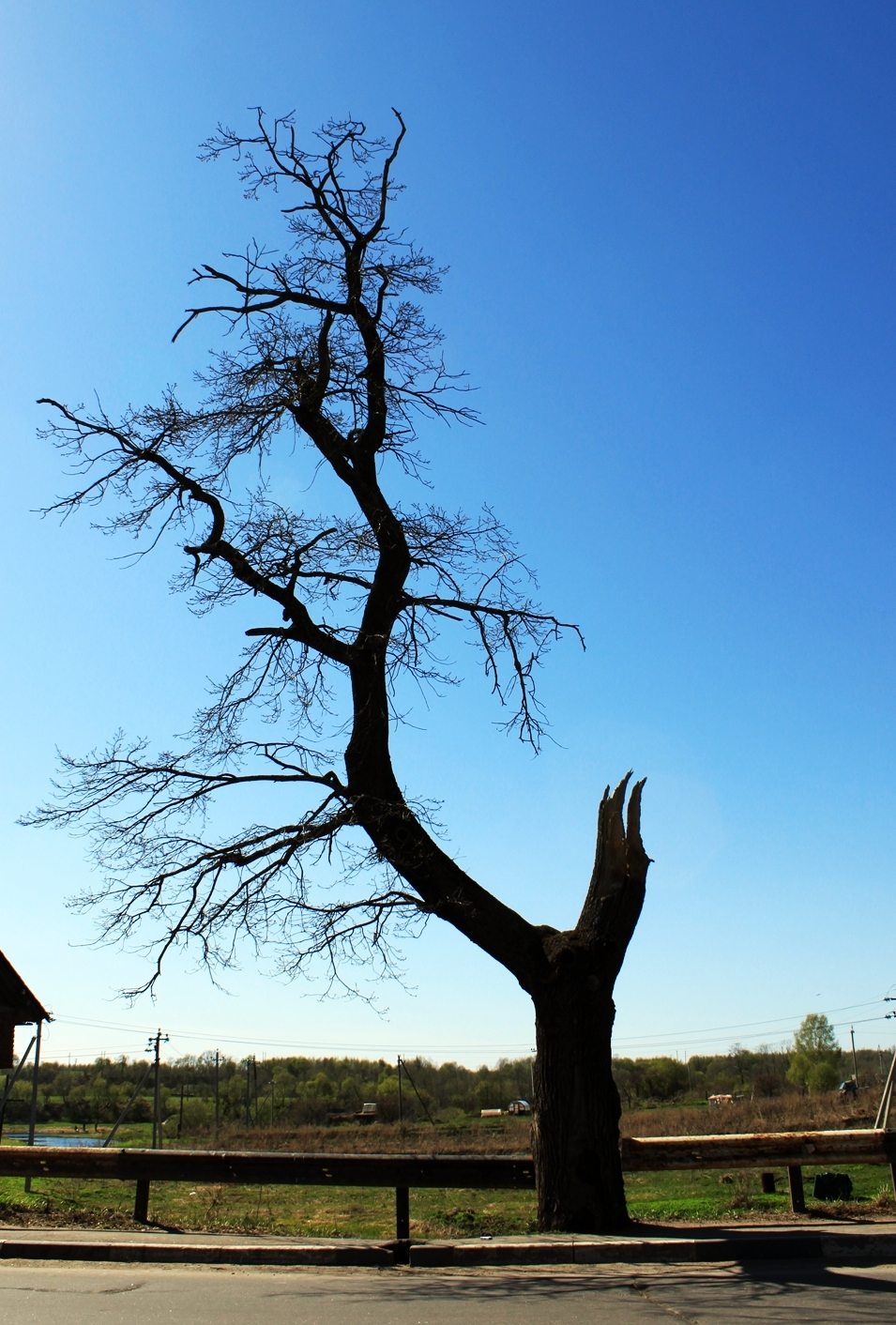
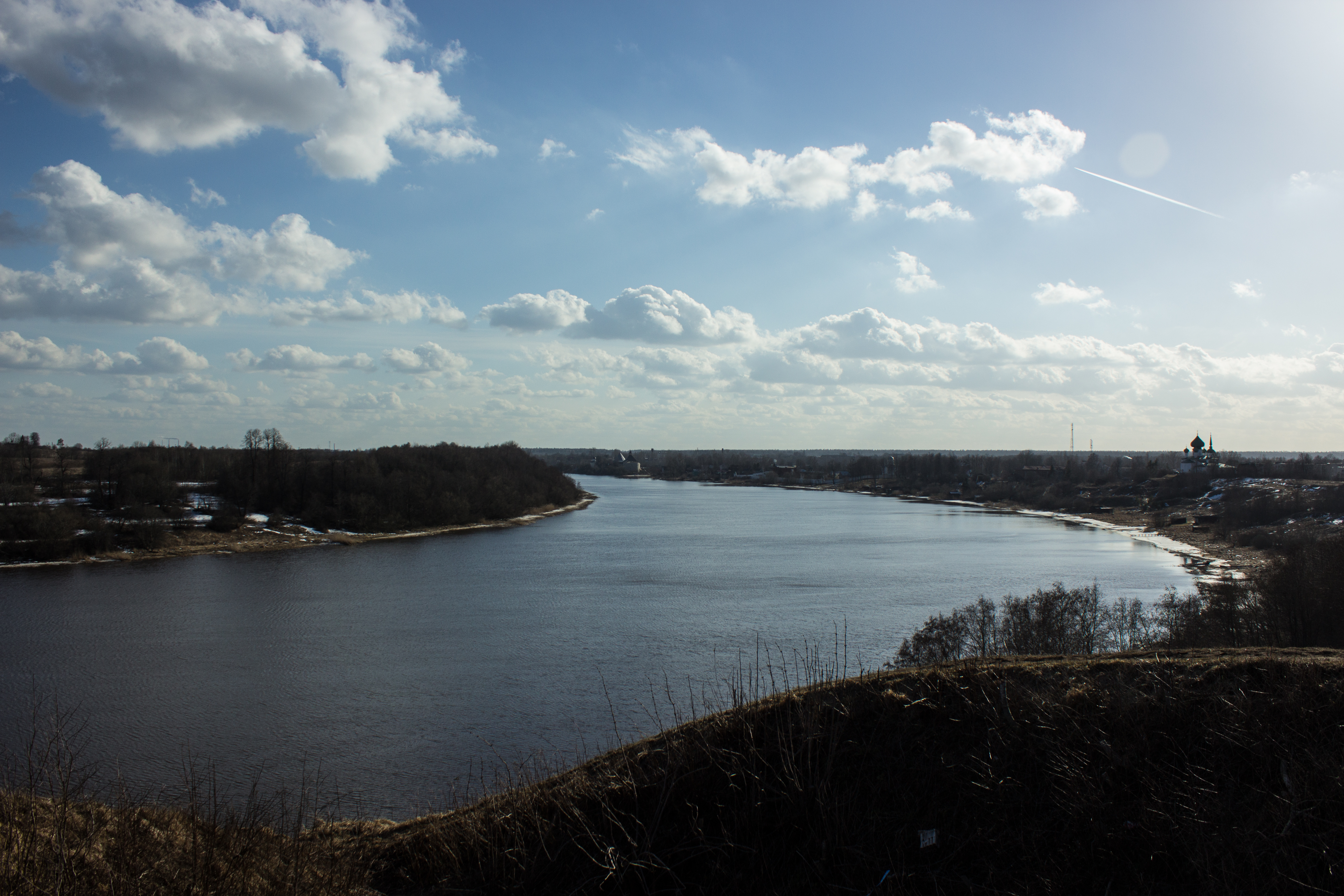
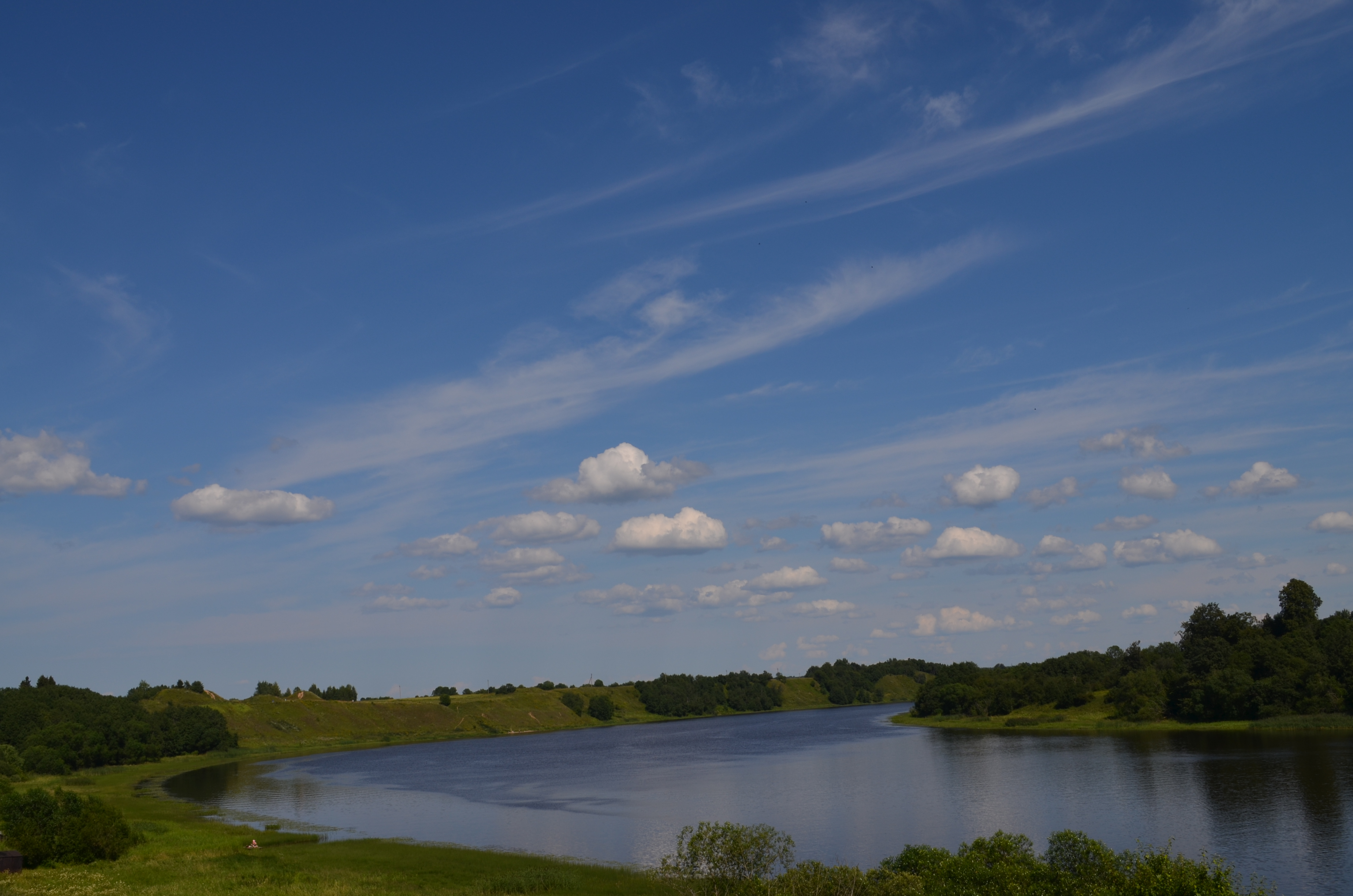
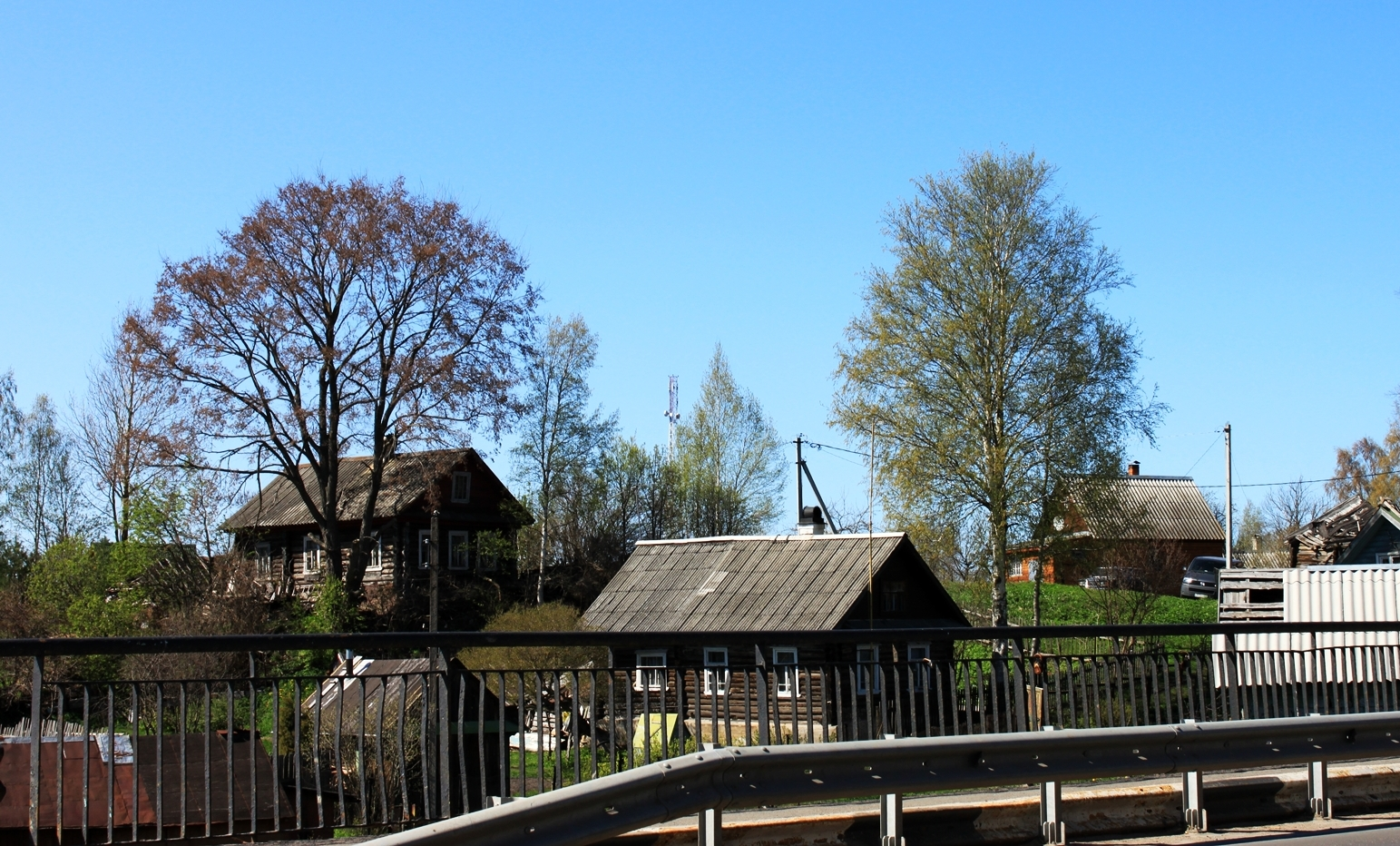
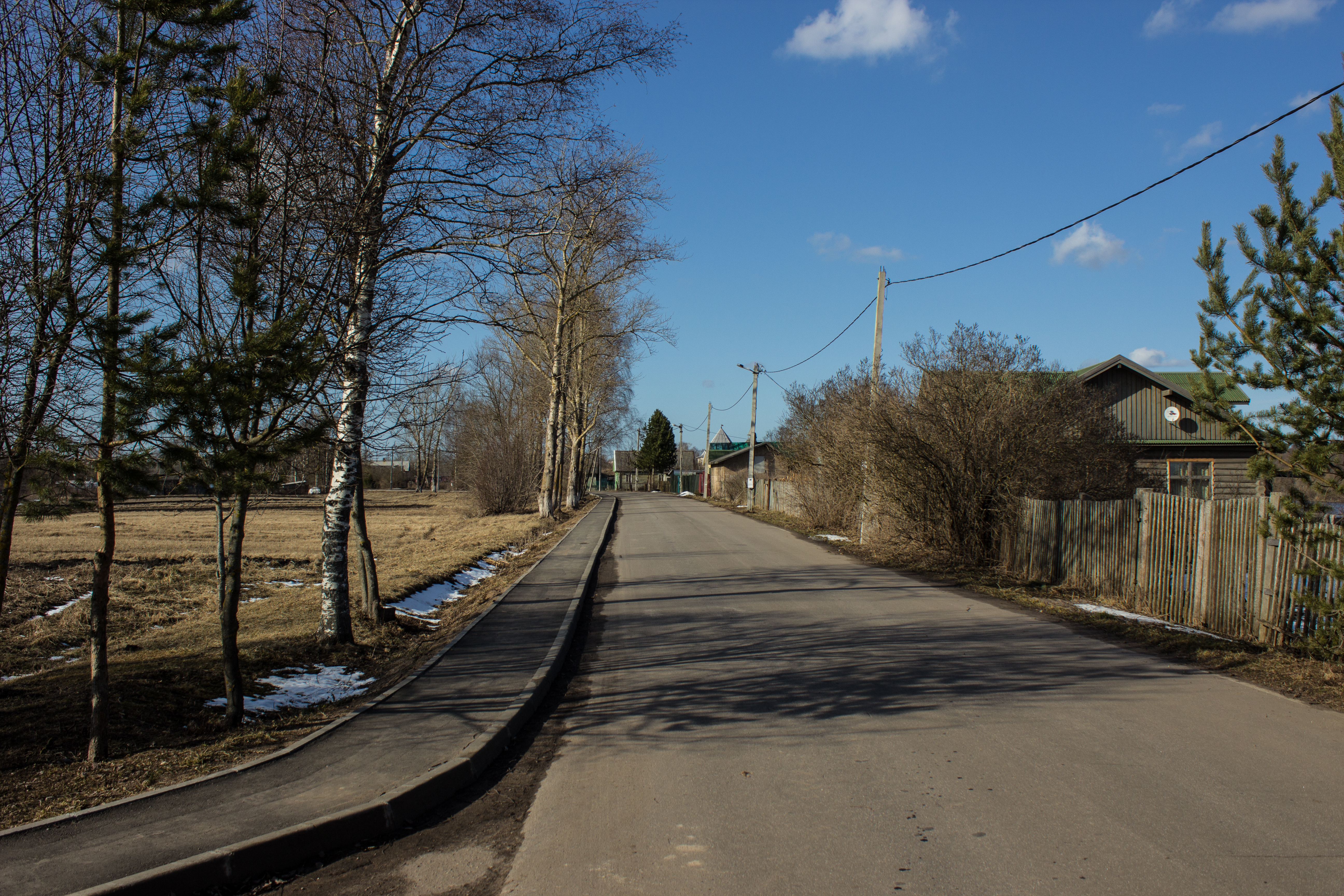
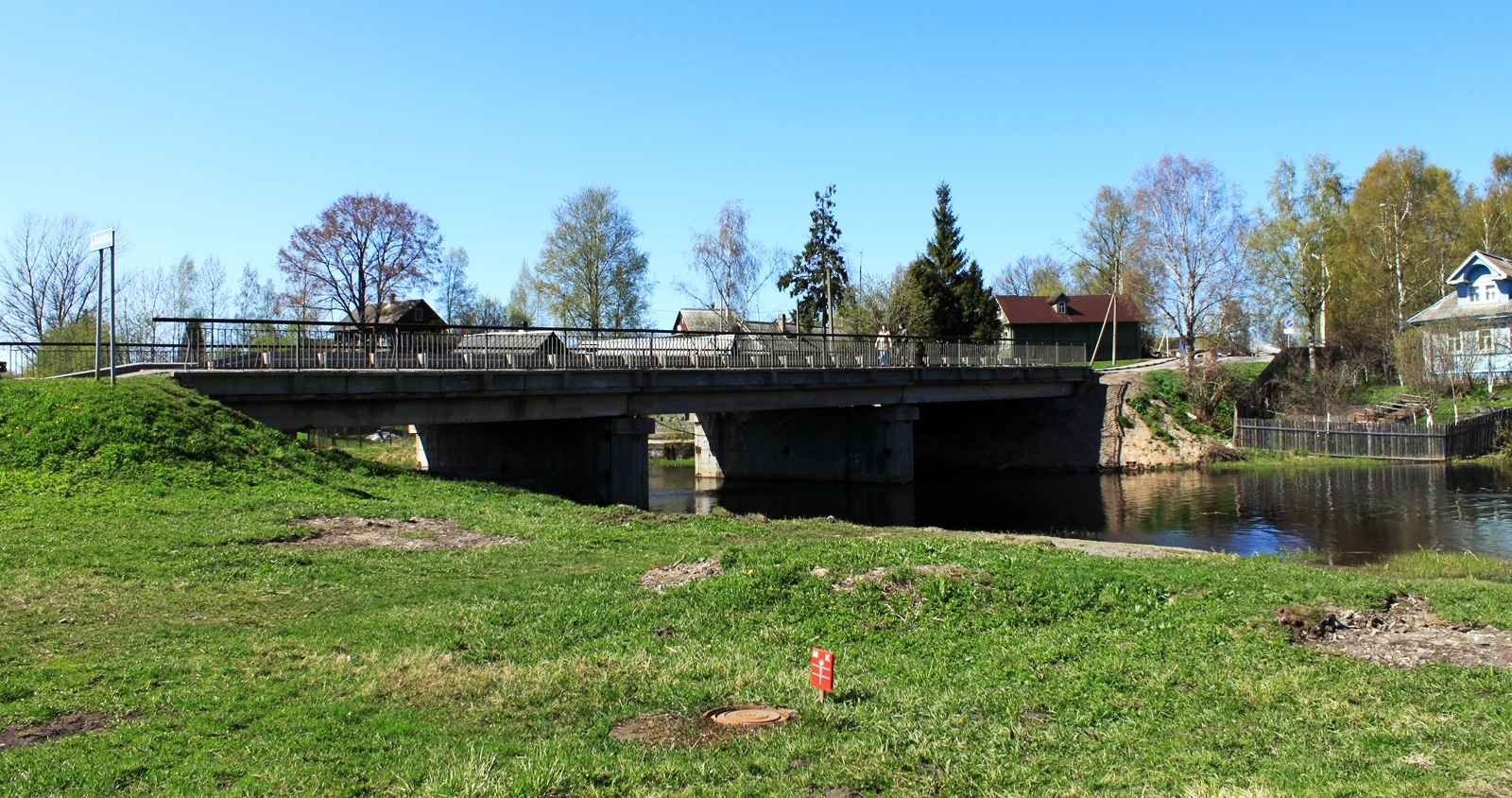